# Johann Heinrich Justus Köppen

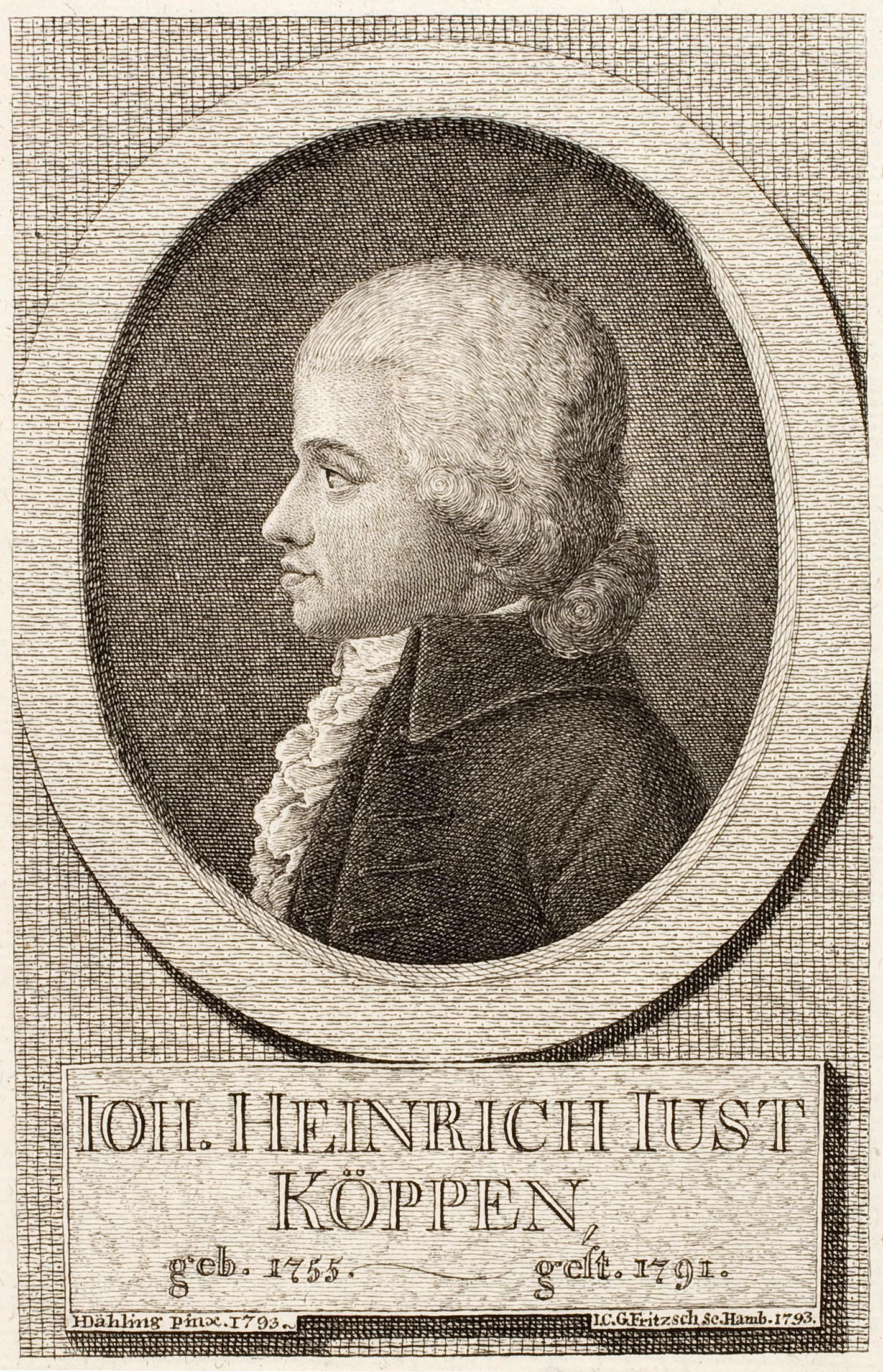
Johann Heinrich Justus Köppen, Kupferstich von Johann Christian Gottfried Fritzsch nach einer 1793 datierten Vorlage des Malers Heinrich Anton Dähling; Frontispiz für die Allgemeine deutsche Bibliothek, 115. Band, erstes Stück

Johann Heinrich Justus Köppen (geboren 15. November 1755 in Hannover; gestorben 9. November 1791 ebenda) war ein deutscher Altphilologe und  Lehrer.

## Leben
Johann Heinrich Justus Köppen war der Sohn eines Hannoverschen Kaufmanns. Er ging 1773 auf das Lyzeum seiner Heimatstadt und studierte ab 1776 an der Universität Göttingen. Dort wurde er von Christian Gottlob Heyne besonders gefördert, der ihn bereits drei Jahre später an das Pädagogium in Ilefeld empfahl. 1783 ging Köppen an das Gymnasium Andreanum in Hildesheim und 1791 als zweiter Lehrer an das Lyzeum in der Altstadt von Hannover, an dem er bis zu seinem frühen Tode blieb.
Köppen ist der Verfasser von Schriften für den Schulunterricht zum Verständnis der antiken Klassiker wie Homer, Horaz, Ovid, Sophokles und Platon.